# Саха (лунный кратер)
Кратер Саха (лат. Saha) — большой древний ударный кратер в экваториальной области обратной стороны Луны. Название присвоено в честь индийского физика и астрофизика Мегнада Саха (1893—1956) и утверждено Международным астрономическим союзом в 1970 г. Образование кратера относится к нектарскому периоду.

## Описание кратера

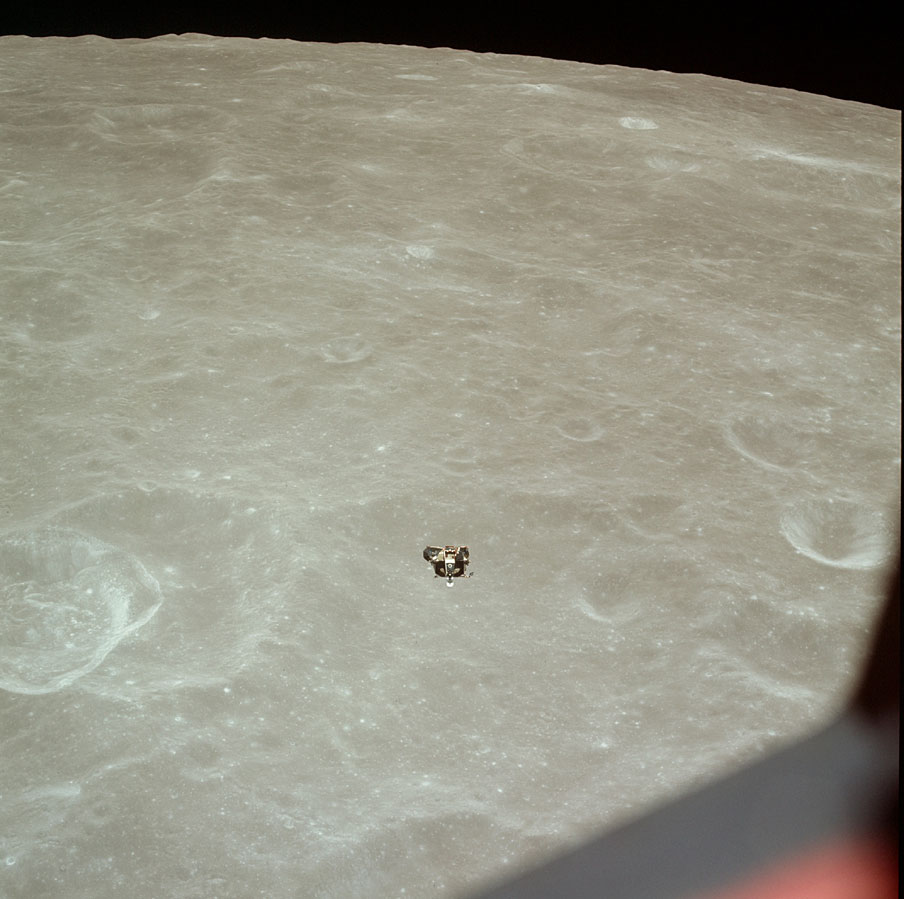
Лунный модуль "Eagle" Аполлона-11 над сателлитными кратерами Саха C, D, E

Ближайшими соседями кратера являются кратер Уайльд на западе; кратер Зенгер на севере; кратер Эйнтховен на востоке-юго-востоке и кратер Людвиг на юго-западе. Селенографические координаты центра кратера 1°41′ ю. ш. 103°02′ в. д. / 1,69° ю. ш. 103,04° в. д., диаметр 103,3 км, глубина 2,85 км.
Кратер Саха имеет полигональную форму с выступом в северной части и значительно разрушен. Вал сглажен, в западной части двойной, северо-западная часть вала перекрыта сателлитным кратером Саха W, южная оконечность практически сравнялась с окружающей местностью. По северной оконечности вала проходит лунный экватор. Внутренний склон вала с сглаженными остатками террасовидной структуры. Дно чаши сравнительно ровное, испещрено множеством мелких кратеров, в центре чаши расположен подковообразный хребет. Южнее данного хребта расположен сателлитный кратер Саха М, восточнее – небольшая цепочка кратеров.

## Сателлитные кратеры
| Саха | Координаты                                            | Диаметр, км |
| ---- | ----------------------------------------------------- | ----------- |
| B    | 1°28′ с. ш. 104°53′ в. д. / 1,47° с. ш. 104,89° в. д. | 32,5        |
| C    | 1°27′ с. ш. 108°13′ в. д. / 1,45° с. ш. 108,22° в. д. | 59,9        |
| D    | 0°11′ с. ш. 107°56′ в. д. / 0,19° с. ш. 107,94° в. д. | 38,2        |
| E    | 0°17′ ю. ш. 108°02′ в. д. / 0,29° ю. ш. 108,04° в. д. | 28,8        |
| J    | 4°01′ ю. ш. 105°37′ в. д. / 4,02° ю. ш. 105,62° в. д. | 49,9        |
| M    | 2°12′ ю. ш. 102°55′ в. д. / 2,2° ю. ш. 102,92° в. д.  | 15,5        |
| N    | 4°14′ ю. ш. 101°53′ в. д. / 4,23° ю. ш. 101,89° в. д. | 50,7        |
| W    | 0°37′ ю. ш. 101°43′ в. д. / 0,61° ю. ш. 101,71° в. д. | 34,5        |

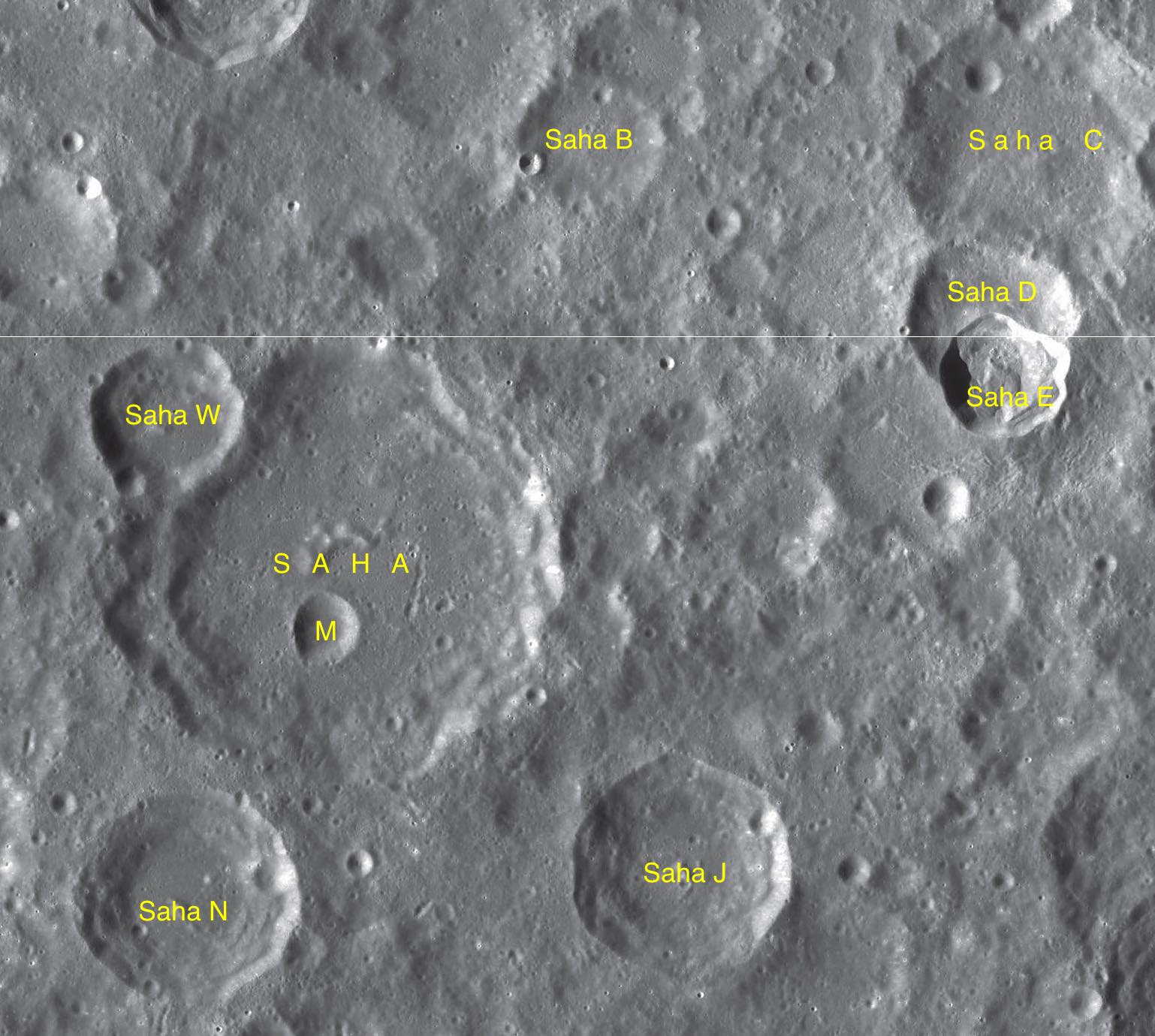
Фрагменты карт LAC-64, LAC-82.

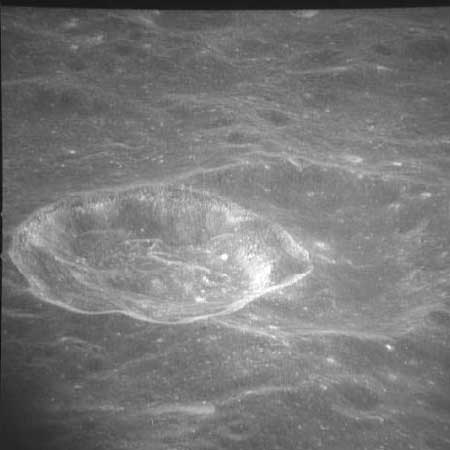
Сателлитные кратеры Саха D (справа) и E. Снимок с борта Аполлона-10.

- Образование сателлитного кратера Саха C относится к донектарскому периоду[1].
- Образование сателлитных кратеров Саха D, N и W относится к нектарскому периоду[1].
- Образование сателлитного кратера Саха E относится к раннеимбрийскому периоду[1].

## Галерея

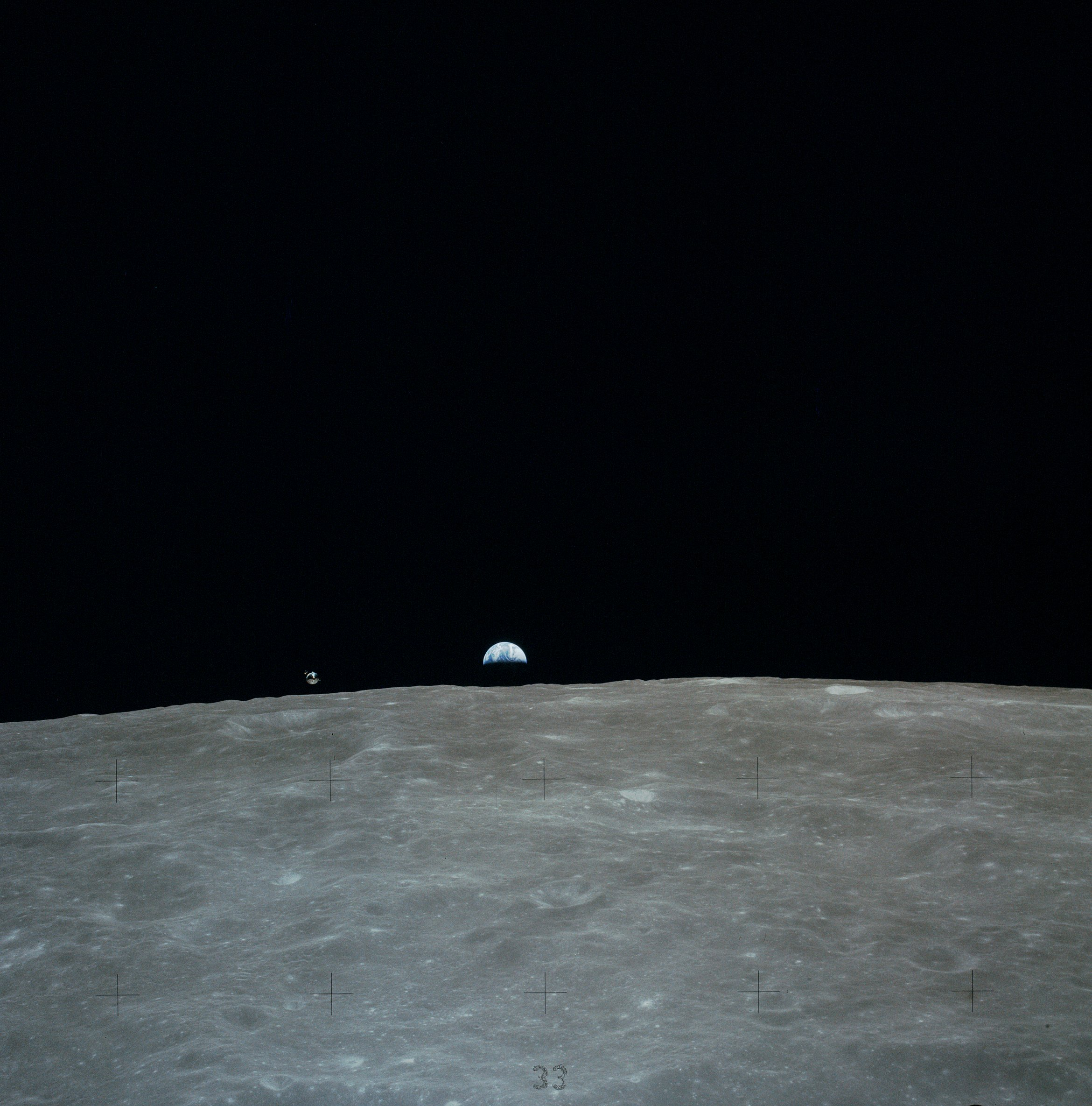
Командный модуль Аполлона-16 над сателлитным кратером Саха W.